# Rižino polje
Rižino polje je poplavljena parcela obradivog zemljišta za uzgoj riže. 
Postoji više vrsta rižinih polja, s plićom i dubljom vodom, gdje se uzgaja riža u poplavljenim uvjetima. Plitka rižina polja su česta na istoku, jugu i jugoistoku Azije. Polja mogu biti i na strmim obroncima, terasama i uz depresije ili strmo nagnute terene rijeka i močvara. Rižino polje zahtijeva mnogo rada i alata, a treba velike količine vode za navodnjavanje. Volovi i bivoli, prilagođeni za život u močvari, važne su radne životinje u rižinom polju.
Tijekom 20. stoljeća, rižino polje postalo je prevladavajući oblik uzgoja riže. Postoji i uzgoj riže bez vode. Rižina polja nalaze se u mnogo država kao što su: Kambodža, Bangladeš, Kina, Tajvan, Indija, Indonezija, Japan, Sjeverna Koreja, Južna Koreja, Malezija, Mianmar, Nepal, Pakistan, Filipini, Šri Lanka, Tajland, Vijetnam, Laos, kao i dijelovi Pijemonta u Italiji, Camarguea u Francuskoj, Artibonite Valleya u Haitiju i Sacramento Valleya u Kaliforniji. 
Rižina polja su glavni izvor atmosferskog metana, u rasponu od 50 do 100 milijuna tona plina godišnje.